# Bataille de Shizugatake
La bataille de Shizugatake (賤ヶ岳の戦い, Shizugatake no tatakai) a opposé les partisans de Hideyoshi Toyotomi à ceux d'Oda Nobutaka pendant l'époque Azuchi Momoyama.
En mai 1583, Katsuie Shibata,  un ancien général de Nobunaga, coordonne des attaques simultanées sur Shizugatake, sur des forts tenus par des généraux de Hideyoshi. Sakuma Morimasa attaque sur les ordres de Katsuie et tue Nakagawa Kiyohide, mais les défenses des forteresses ne cédant pas, Katsuie ordonne à Sakuma de retirer ses troupes dangereusement isolées mais Sakuma, n’obéit pas aux ordres de son seigneur et prépare une autre offensive.
Les troupes de Hideyoshi étaient au moins à quatre jours de marche au moment de l'attaque de Sakuma. Mais, dès que Hideyoshi apprend l'offensive de Sakuma, il ordonne une marche forcée et ses hommes atteignent Shizugatake en un jour et demi. Sakuma lance ses troupes mais les forces de Hideyoshi l'emportent facilement et poursuivent l'armée de Sakuma jusqu'au château de Kitanosho (Fukui) dans la province d'Echizen. Ils s'emparent du château incendié pourtant par Katsuie, qui finit par se suicider après avoir tué sa famille.
À la suite de cette bataille, les sept généraux de Hideyoshi gagnent une importante renommée. Leurs faits d'armes leur valent le nom de Shizugatake no shichi-hon yari  (les « sept lances de Shizugatake »). Certains de ces généraux comme Kiyomasa Kato deviendront des piliers du pouvoir de Hideyoshi.

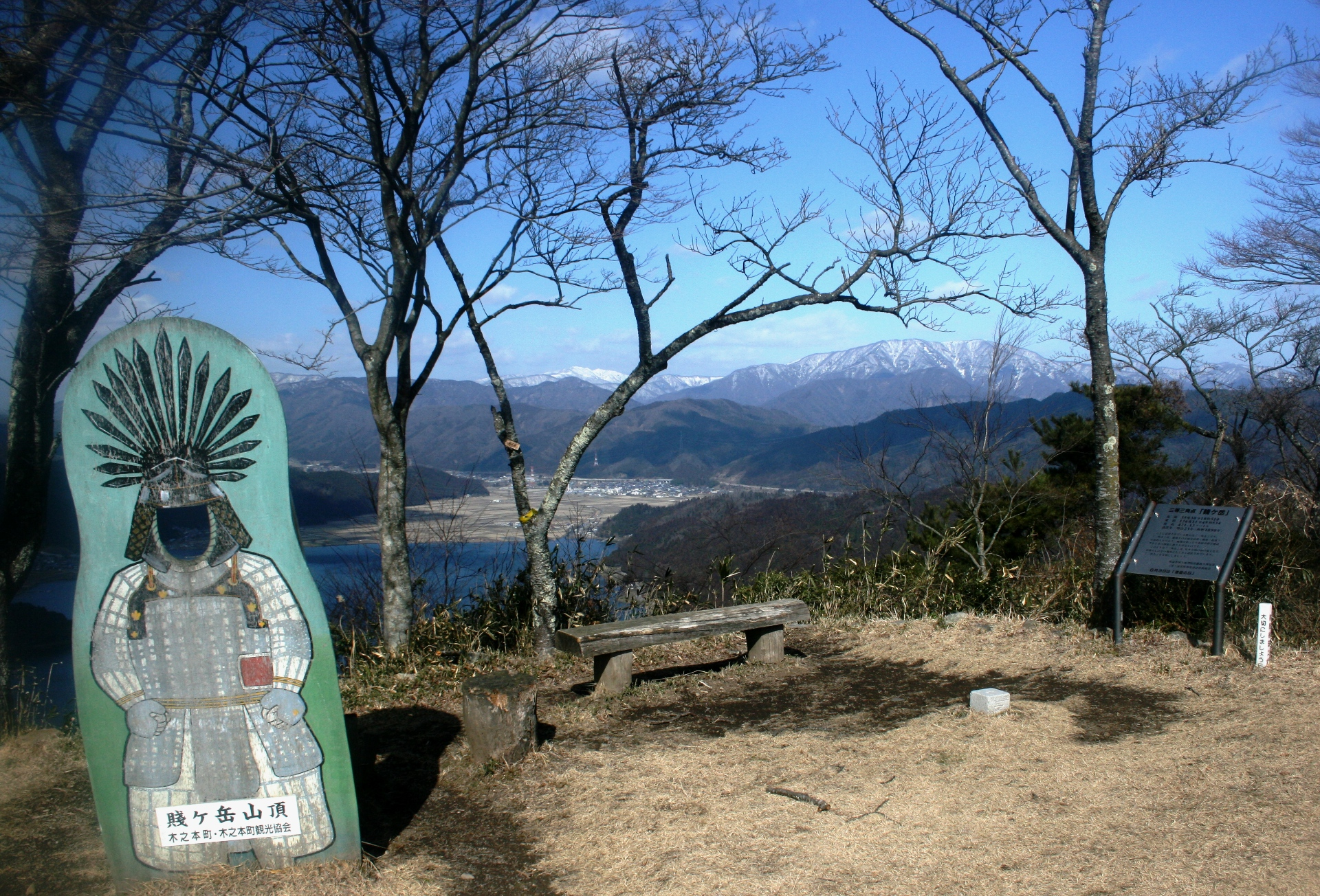
Sommet et lac Yogo.

## Source de la traduction
- (en) Cet article est partiellement ou en totalité issu de l’article de Wikipédia en anglais intitulé « Battle of Shizugatake » (voir la liste des auteurs).